# Podnoszenie ciężarów na Letnich Igrzyskach Olimpijskich 2008 – waga do 53 kg kobiet
Rywalizacja w wadze do 53 kg kobiet w podnoszeniu ciężarów na Letnich Igrzyskach Olimpijskich 2008 została rozegrana w dniu 10 sierpnia 2008 roku w hali Pekińskiego Uniwersytetu Aeronautyki i Astronautyki.

## Terminarz
| Data             | Godzina |         |
| ---------------- | ------- | ------- |
| 10 sierpnia 2008 | 15:30   | Grupa A |

## Wyniki
| Pozycja | Grupa | Zawodnik                         | Reprezentacja               | Waga  | Rwanie | Rwanie | Rwanie | Podrzut | Podrzut | Podrzut | Wynik | Uwagi |
| Pozycja | Grupa | Zawodnik                         | Reprezentacja               | Waga  | 1      | 2      | 3      | 1       | 2       | 3       | Wynik | Uwagi |
| ------- | ----- | -------------------------------- | --------------------------- | ----- | ------ | ------ | ------ | ------- | ------- | ------- | ----- | ----- |
| 1. !    | A     | Prapawadee Jaroenrattanatarakoon | Tajlandia                   | 52,47 | 92     | 95     | 97     | 120     | 126     | 130     | 221   |       |
| 2. !    | A     | Yoon Jin-hee                     | Korea Południowa            | 52,72 | 94     | 97     | 97     | 116     | 118     | 119     | 213   |       |
| DSQ     | A     | Nastassia Nowikawa               | Białoruś                    | 52,87 | 92     | 95     | 97     | 116     | 116     | 118     | 213   | [ 1 ] |
| 3. !    | A     | Raema Lisa Rumbewas              | Indonezja                   | 52,95 | 91     | 95     | 95     | 110     | 115     | 121     | 206   |       |
| 4.      | A     | Yuderqui Contreras               | Dominikana                  | 52,74 | 89     | 93     | 96     | 111     | 118     | 120     | 204   |       |
| 5.      | A     | Melanie Roach                    | Stany Zjednoczone \|52,54\| | 79    | 81     | 83     | 105    | 108     | 110     | 193     |       |       |
| 6.      | A     | Julia Rohde                      | Niemcy                      | 52,79 | 77     | 80     | 82     | 99      | 103     | 105     | 185   |       |
| 7.      | A     | Dika Toua                        | Papua-Nowa Gwinea           | 52,53 | 77     | 77     | 80     | 104     | 108     | 108     | 184   |       |
| 8.      | A     | Judith Chacón                    | Wenezuela                   | 52,96 | 75     | 75     | 80     | 101     | 106     | 106     | 181   |       |